# Lycosa madagascariensis
Lycosa madagascariensis este o specie de păianjeni din genul Lycosa, familia Lycosidae, descrisă de Vinson, 1863.
Este endemică în Madagascar. Conform Catalogue of Life specia Lycosa madagascariensis nu are subspecii cunoscute.